# Saint-Mars-la-Jaille
Saint-Mars-la-Jaille is een plaats en voormalige gemeente in het Franse departement Loire-Atlantique in de regio Pays de la Loire.

## Geschiedenis
De gemeente maakte deel uit van het arrondissement Ancenis totdat het op 15 maart 2015 fuseerde met het arrondissement Châteaubriant tot het huidige arrondissement Châteaubriant-Ancenis. Op 1 januari 2018 fuseerde de gemeente met Bonnœuvre, Maumusson, Saint-Sulpice-des-Landes en Vritz en de gemeente Freigné in het aangrenzende departement Maine-et-Loire tot de commune nouvelle Vallons de l'Erdre, waarvan Saint-Mars-la-Jaille de hoofdplaats werd.

## Geografie
De oppervlakte van Saint-Mars-la-Jaille bedraagt 20,1 km², de bevolkingsdichtheid is 109,1 inwoners per km².
De onderstaande kaart toont de ligging van Saint-Mars-la-Jaille met de belangrijkste infrastructuur en aangrenzende gemeenten.

## Demografie
Onderstaande figuur toont het verloop van het inwonertal.

## Geboren in Saint-Mars-la-Jaille
- Paul Guimard (1921-2004), schrijver en journalist

Bonnœuvre · Freigné · Maumusson · Saint-Mars-la-Jaille · Saint-Sulpice-des-Landes · Vritz